# Kammerchor Bruchsal
Der Kammerchor Bruchsal  ist ein gemischter Chor mit rund 30 Sängerinnen und Sängern.  

## Geschichte
Der Chor wurde 1985 von Ingo Lehmann gegründet. Die künstlerische Leitung lag bis 2016 in den Händen von Martin Schirrmeister. Nach einer Übergangszeit konnte 2019 Sebastian Hübner als Leiter des Chores gewonnen werden. 

## Tätigkeit
In der Regel veranstaltet der Chor jährlich zwei Konzerte in Bruchsal und Umgebung. Der Schwerpunkt des Repertoires liegt auf barocken und romantischen Kompositionen.   
Im Laufe der Jahre hat der Kammerchor Bruchsal eine  Reihe bedeutender Oratorien, Messen und Passionen aufgeführt, darunter das Weihnachtsoratorium, die großen Passionen und das Magnifikat von J.S. Bach, das Requiem und die Messe in c-moll von Mozart, den Elias von Mendelssohn-Bartholdy, das Deutsche Requiem von Johannes Brahms sowie das Requiem von Gabriel Fauré. 
Auch weniger bekannte Werke und eine Vielzahl von A-capella-Stücken standen auf den Programmen des Kammerchors.